# Neradin
Neradin (en serbe cyrillique : Нерадин) est un village de Serbie situé dans la province autonome de Voïvodine. Il fait partie de la municipalité d’Irig dans le district de Syrmie (Srem). Au recensement de 2011, il comptait 475 habitants.
Neradin est une communauté locale, c'est-à-dire une subdivision administrative, de la municipalité d'Irig.

## Géographie

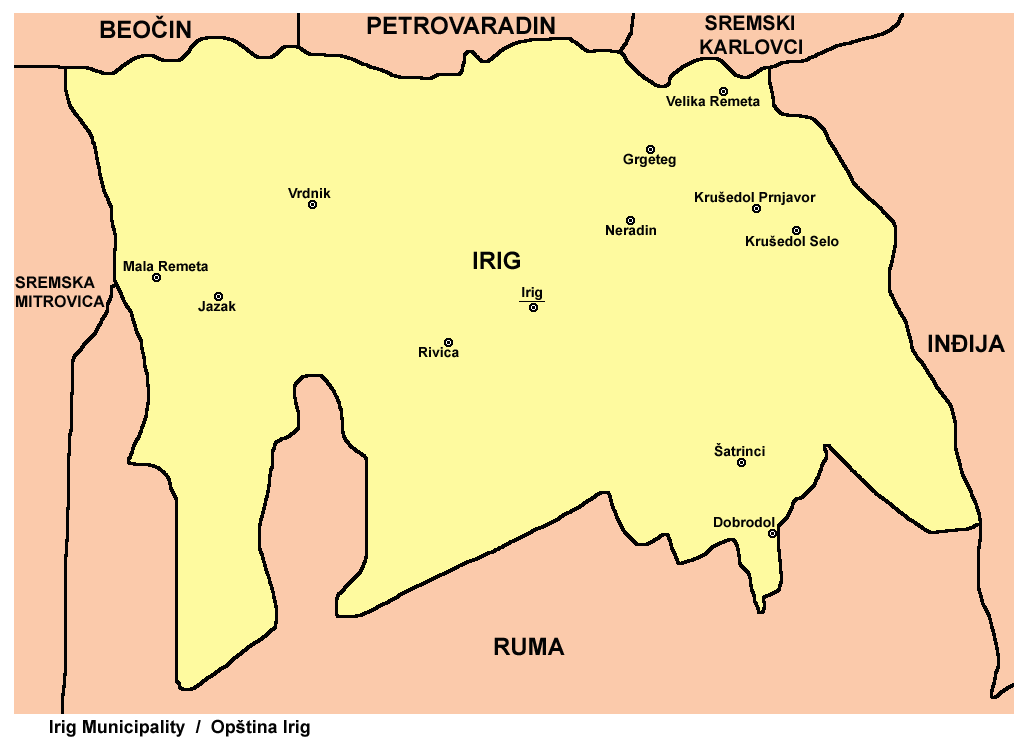
Localisation de Neradin dans la municipalité d'Irig

Neradin se trouve dans la région de Syrmie, sur les pentes méridionales du massif de la Fruška gora. Le village est situé dans la vallée du Neradinski potok, un des bras formant le Kalinjak. Il se trouve à 6 kilomètres d'Irig, le centre administratif de la municipalité et à environ 4 kilomètres de Krušedol Prnjavor.

## Histoire
Neradin est l'une des localités les plus anciennes de la municipalité d'Irig ; elle est mentionnée pour la première fois en 1247. En 1702, le village comptait 24 foyers et, en 1734, 82 foyers. Il fut touché par la « peste d'Irig » (en serbe : Iriška kuga) qui ravagea le secteur en 1795 et 1796 ; sur les 968 habitants du village, 562 furent atteints par l'épidémie et 425 en moururent.

## Démographie

### Évolution historique de la population
| 1948  | 1953  | 1961 | 1971 | 1981 | 1991 | 2002 | 2011 |
| ----- | ----- | ---- | ---- | ---- | ---- | ---- | ---- |
| 1 017 | 1 017 | 912  | 769  | 704  | 625  | 551  | 475  |

|  |

### Données de 2002
Pyramide des âges (2002)
En 2002, l'âge moyen de la population était de 42,5 ans pour les hommes et 43,1 ans pour les femmes.
Répartition de la population par nationalités (2002)
En 2002, les Serbes représentaient 93,3 % de la population ; le village abritait notamment des minorités roms (1,8 %) et hongroises (1,6 %).

### Données de 2011
En 2011, l'âge moyen de la population était de 44,6 ans, 43,6 ans pour les hommes et 45,8 ans pour les femmes.

## Économie
L'activité principale de Neradin est l'agriculture. 60 % des 1 377 ha du village sont constitués de terres arables, le reste étant couvert par la forêt. On y cultive notamment du blé, du maïs et de l'orge ; on y produit également des légumes et des fruits comme la tomate, la pastèque et le melon. L'élevage bovin, autrefois important, est en nette régression depuis trente ans.

## Éducation
La première école de Neradin a ouvert ses portes en 1799, à l'instigation de la paroisse. Une nouvelle école, laïque, a été construite en 1873 ; elle était dotée d'une bibliothèque. Le bâtiment de l'école actuelle date de 1930.

## Culture et vie locale
Neradin possède une maison de la culture, construite en 1990, et une salle des fêtes. Chaque année depuis 2002, au début du mois de septembre, une manifestation est organisée par la communauté locale et l'association Irižana ; elle porte de nom de Patlidžanijada et est centrée sur la tradition légumière du secteur, salades, aubergines, tomates ; on y expose des objets traditionnels et artisanaux et l'ensemble s'accompagne de concours et spectacles culturels et sportifs,.
Le village possède un club de football, le FK Vojvodina, créé en 1957. Il accueille la société de chasse Kalenik.
Le village dispose aussi d'un centre médical qui emploie une infirmière à temps plein ; un médecin y consulte trois fois par semaine.

## Tourisme
L'église Saint-Nicolas de Neradin a été construite en 1732 ; elle est inscrite sur la liste des monuments culturels de grande importance de la république de Serbie. L'iconostase de l'église est due à Vasilije Ostojić, un élève de Jova Vasilijević, qui travailla pour le patriarche Arsenije IV Jovanović Šakabenta.